# Trivy
Trivy település Franciaországban, Saône-et-Loire megyében. Lakosainak száma 259 fő (2022. január 1.). Trivy Sivignon, La Chapelle-du-Mont-de-France, Curtil-sous-Buffières, Dompierre-les-Ormes és Verosvres községekkel határos.

## Népesség
A település népessége az elmúlt években az alábbi módon változott:
| Lakosok száma | 269  | 274  | 281  | 274  | 267  | 259  | 252  | 252  | 259  |
|               | 2013 | 2015 | 2016 | 2017 | 2018 | 2019 | 2020 | 2021 | 2022 |